# Binhu Times Square
Le Binhu Times Square est un gratte-ciel de 242 mètres de hauteur situé à Hefei en Chine. 